# Lago Liscia
Lago Liscia – zbiornik retencyjny położony we Włoszech w północnej części Sardynii na terenach gmin Arzachena, Luogosanto, Luras oraz Sant'Antonio di Gallura w prowincji Olbia-Tempio.
Jezioro zajmuje powierzchnię 5,6 km² przy objętości 0,105 km³. Lustro wody znajduje się 177,5 m n.p.m. Powierzchnia zlewni wynosi 285 km² przy maksymalnym punkcie położonym 1362 m n.p.m.
Jezioro powstało w wyniku spiętrzenia rzeki o tej samej nazwie w 1962 roku. Zadaniem zbiornika jest zaopatrywanie w wodę pobliskich rejonów Sardynii, tym samym kąpiel w jeziorze jest zabroniona.